# Зюльцфельд
Зюльцфельд (нем. Sülzfeld) — община в Германии, в земле Тюрингия.
Входит в состав района Шмалькальден-Майнинген. Население составляет 875 человек (на 31 декабря 2010 года). Занимает площадь 17,39 км².